# 清原梨央
清原 梨央（きよはら りお、2000年11月14日 - ）は、日本のタレント、ガールズバンド「きみとバンド」のギター兼ボーカル担当。ファンの呼称はりおぺん（ぺんは韓国語でファンの意）。元女性アイドル。女性アイドルグループ・Someday Somewhereの元メンバー。グループでの担当カラーは水色。

## 略歴
愛媛県東温市出身。2017年5月に行われたNEXT/BREAK AUDITION in 四国でhills style賞を受賞した。
2017年秋公開の「恋と嘘」の宣伝大使を務め、10月9日より1週間渋谷の大ビジョンで「映画「恋と嘘」ビジョンCM清原梨央ver」が放映された。
2017年11月5日(4日深夜)、テレビ朝日「ラストアイドル」に挑戦者として出演し、暫定メンバーの立ち位置5番の蒲原令奈に敗れる。11月26日（25日深夜）の放送で蒲原が暫定メンバーを辞退したため、同じく蒲原に敗れた長月翠と敗者復活戦を行った。結果、長月が勝利し暫定メンバーに返り咲き、清原はラストアイドルファミリーで唯一の2度の敗戦を経験した。12月3日(2日深夜)の放送でセカンドユニット「Someday Somewhere」がお披露目され、立ち位置5番として活動をスタートした。
2018年1月21日（20日深夜）に放送されたラストアイドルセカンドシーズンにおいて、指原莉乃プロデュースの曲「この恋はトランジット」で間島和奏と共にWセンターを務めることが発表された。
2018年3月1日 - 14日にSHOWROOMで行われた「関西コレクション出演権争奪ラストアイドルファミリーバトル」において、10,000,000ポイント以上を獲得して1位となりランウェイを歩くことになった。
2018年4月18日にZepp ダイバーシティ東京で行われたラストアイドルファミリーにおいて映画「がっこうぐらし！」（2019年1月25日公開）のキャストが発表され、直樹美紀（みーくん）役を清原が演じることが発表された。
2019年9月19日に年内をもって「ラストアイドル」および「Someday Somewhere」から卒業することを発表した。ラストアイドルとしては12月25日の2周年コンサートが最後のイベント出演となり、翌26日に関連するTwitterやSHOWROOMでの活動を終了した。以後はいずれも個人のアカウントに活動の場を移している。
2020年1月18日に同じ事務所に所属する大野姉妹と共に、『大野姉妹with清原梨央（仮）』として3月22日に東京下北沢Gardenでワンマンデビューライブを行うと発表。しかしその後、新型コロナウイルスの流行に伴ってライブは3度にわたり延期されたが、同年8月15日に開催されデビューを果たした。その後もデビューライブツアーは続き、最終日の同年10月4日に愛媛の松山サロンキティで行われた第3部（最終公演）でバンド名が『きみとバンド』になることが発表された。

## 人物
- 家族は両親の他に姉がいる。
- 曲がったことの嫌いな性格[5]。
- プリン、ピノという名の犬を飼っている。
- 特技は「韓国語」「威嚇」「振り覚え」[6]
- 関西弁と間違われることがあるが、使っている方言は伊予弁。
- 口笛がふけない[注 5]。
- 好きな歌手は浜崎あゆみ、好きな芸人はサンドウィッチマン。
- 好きなキャラクターはカカオフレンズのライアン。

### エピソード
- 韓国のコスメやK-POPが好きで、独学で韓国語をマスターした。
- Someday Somewhereはスタッフより年上組と年下組でそれぞれ植物園組（静か）と動物園組（うるさい）と呼ばれているが、同じ年の間島和奏が植物園組なのに対して、清原は3つ年下の猪子れいあ、籾山ひめりと共に動物園組に区分けされている。
- デビューの日に行われた、ニコニコ生放送の「ラストアイドル「バンドワゴン」リリース記念 メンバー＆ファミリー全員生出演」の自己紹介時に特技として挙げている「威嚇」を発展させた「威嚇3種盛り」を披露し[7]イベント司会の星野卓也から「アイドルに威嚇は必要なんですか？」と問われ「私にしかできないので」と返答した。この威嚇のポーズについてはラストアイドルファミリーの他のメンバーも清原の真似をしてすることがあり清原だけができるわけではないが、特技としているのは清原のみである。
- 祖父の家がお寺であり、小さな頃からよくお手伝いをしていた。多忙になった今でも機会を見つけてお手伝いを続けている。このエピソードのせいか、握手会などのイベントでお寺関係者によく出会うとのこと。また、このお寺はラストアイドルで対戦した長月も昔から知っており、訪ねたこともあるという。
- SHOWROOM配信で「Someday Somewhere」のデビュー曲「Again & Again」の振り付けを解説した際、振りやメロディを「ばっさばっさ〜」「どぅくどぅくどぅん」などと擬音でたびたび表現していたため、それ以来愛称の「りーおん」にかけて「ぎーおん」と呼ばれることがある。また振付講座は「ぎーおん講座」とも呼ばれる。
- Top Yell NEO 2017〜2018のインタビューで、2回挑戦者として負けたことで、その分悔しさが人一倍大きくなったし向上心を持つことができた[8]とコメントしている。
- 「この恋はトランジット」を最初に披露した回の放送の曲中でウインクをしたが、もともと慣れていなかったウインクはうまくいかず[注 6]、その後SHOWROOMで何度か練習している。
- 「ラストアイドル」番組内で行われるバトルにおいて最多となる通算6連敗[注 7]で、勝利経験のないまま2つのシーズンを終えた。しかし、ファースト・セカンドシーズンの全試合で審査員の票を獲得している上、敗者復活戦以外の5戦は半数もしくはそれ以上の票を獲得している[注 8]。そんな中、自身のデビューのきっかけでもあり、ファン(りおぺん)との交流の場として大切にしているSHOWROOMで「関西コレクション出演権争奪ラストアイドルファミリーバトル」が行われることが決定[注 9]した。今度こそ1位で勝って終わりたいという思い[注 10]で配信に臨み、番組関連の企画で初勝利を収めることとなった。また、続く「ラストアイドル in AbemaTV」では初戦で初の完敗を喫し一時は通算7連敗となったものの、次の対戦から2連勝。準決勝進出を果たすまでとなった。
- 前述の「関西コレクション出演権争奪ラストアイドルファミリーバトル」において1位になった際の公約として「ハーフツイン」を掲げ、1位を獲得。バトル終了翌日のSHOWROOM配信で公約通り「ハーフツイン」で配信を行った。
- ラストアイドル2ndシーズンの総当り戦の最終戦において、1回目のサビの「君の〜♪」のところで足をくじいた。ただし怪我というほどではないとコメントしている。
- 映画「がっこうぐらし！」のキャストが発表された際に柴田一成監督は清原の「威嚇力」が決め手とコメントした。ただしオリコンニュースでは「姿勢の強さと、役柄への順応性からキャスティング」というコメントになっている[9]。

## 出演

### テレビ
- ラストアイドル（テレビ朝日）
  - （2017年11月4日）「ラストアイドル」 - 挑戦者として
  - （2017年11月26日）「ラストアイドル」 - 敗者復活戦
  - （2017年12月3日 - 2019年9月28日） - Someday Somewhereとして出演
- ラストアイドル in AbemaTV（2018年6月3日 - 8月26日、AbemaTV）

### 映画
- 『がっこうぐらし!』（2019年1月25日公開） - 直樹美紀 役[10]
- 『きみとカイゴ』（2020年公開、ウェブ映画）- 武智りお 役
- 『ゴーストスポッターズ夢湯』（2024年8月公開）- 主演[11]

### 舞台
- 時空警察ヴェッカーЯ - 春ノ刻「咲想パルティーレ」 -（2020年、コフレリオ新宿シアター） - 時空刑事 ナギ 役
- 劇団大森組旗揚げ公演「村上海賊記」（2022年9月17日 - 19日、砥部町文化会館） - 村上元吉 役[12][13]

### ラジオ
- 徳光正行の「あなたをもっと知りたくて！」（2018年1月24日、SMART USEN） - ゲスト
- MOTTO!!（2018年10月5日 - 2020年3月26日、南海放送）- 木曜日担当（放送開始から2019年3月29日までは金曜日担当）
- 痛快！杉作J太郎のどっきりナイト シリーズ（南海放送）
  - 痛快！杉作J太郎のどっきりナイト7 （2020年1月7日 - 3月24日[注 11]）- 火曜日担当 （レギュラー決定前の2019年11月18日、20日にゲスト出演）
  - 痛快！杉作J太郎のどっきりナイト3 （2020年3月31日[注 12] - 6月23日[注 13]）- 火曜日担当
- KTBとBKBのきみとラジオ （2022年10月16日 - 月1回、SSCシェアハピラジオ・レインボータウンFM）
- きみとバイク～裏きみとラジオ～ （2023年4月22日 - 月1回、アシスタントとしてランダムで出演、SSCシェアハピラジオ・レインボータウンFM）

### インターネット番組
- 男子禁制!? きみとバンドの女子寮生活 （2023年11月23日 -  、月1回、ニコニコチャンネルプラス）

### CM
- 映画「恋と嘘」ビジョンCM - 清原梨央ver （2017年）[14]